# Chromothericles tvigga
Chromothericles tvigga är en insektsart som först beskrevs av Sjöstedt 1909.  Chromothericles tvigga ingår i släktet Chromothericles och familjen Thericleidae. Inga underarter finns listade i Catalogue of Life.